# زمین‌لرزه ۲۰۰۳ بومرداس
زمین‌لرزه بومرداس  در تاریخ ۲۱ مه ۲۰۰۳ میلادی، برابر با ‎۳۱ اردیبهشت ۱۳۸۲، ساعت ۱۸:۴۴:۲۰ به زمان یوتی‌سی در الجزایر، منطقه بومرداس رخ داد. ژرفای این زلزله ۱۲ کیلومتر بود، و بزرگی آن ۶٫۸ در مقیاس Mw اعلام شده‌است. زمین‌لرزه به وقت محلی در روز چهارشنبه، ساعت ۱۹ روی داده و منطقه زمانی آن یوتی‌سی +۱ بوده‌است .
سازمان زمین‌شناسی آمریکا نیز رومرکز این زمین‌لرزه را در مختصات ۳۶°۵۷′۵۰″شمالی ۳°۳۸′۰۲″شرقی / ۳۶٫۹۶۴°شمالی ۳٫۶۳۴°شرقی و ژرفای آن را در ۱۲ کیلومتر گزارش کرده‌است. بزرگی برگزیدهٔ این سازمان از میان بزرگی‌های محاسبه‌شدهٔ مختلف ۶٫۸ در مقیاس Mw بوده و از دید اثر، در میان چهار دسته‌بندی «نامحسوس»، «محسوس»، «زیان‌آور» یا «با تلفات»، زلزله را «با تلفات» اعلام کرده‌است.بیش از ۴۳۵۰۰ ساختمان در زمین‌لرزه آسیب دیده یا خراب شده‌است.رانش زمین در آن به وجود آمده‌است.روانگرایی در این زمین‌لرزه ایجاد شده‌است.سونامی نیز در این زلزله گزارش شده‌است.
پروژهٔ «تنسور گشتاور مرکزوار» زاویه‌های (راستا، شیب، ریک) گسل سازندهٔ زمین‌لرزه و صفحه عمود بر آن را (°۵۷، °۴۴، °۷۱) یا (°۲۶۲، °۴۹، °۱۰۷) و نوع گسل را «معکوس» فرارسانده‌است.
شمار کشتگان زلزله حدود ۲۲۶۶ نفر بوده‌است.تعداد زخمیان ۱۰۲۶۱ نفر برآورده شده‌است.بی‌خانمان شدگان نیز ۱۸۰۰۰۰ نفر اعلام شده‌است.